# Nyomtatás (nyomdászat)
Nyomtatási eljárásnak a nyomógépek és nyomtatók nyomási módjait nevezzük. Ezeket a nyomdászatban általában az általa használt nyomóformáról különböztetjük meg, a rajtuk lévő nyomó és nem nyomó elemek egymáshoz viszonyított helyzetéről, és anyaguk szerint, kivéve a digitális nyomtatást. Egyéb csoportosításai is lehetnek.

## Története

"Az Est" tördelése - cca. 1920

## A nyomóforma
A nyomóformán található az az információ, amit festékezés után nyomás útján átjuttatunk a papírra. A legegyszerűbb felosztása a nyomóelemek magasságát veszi alapul. E szerint három fajtára csoportosítható: magas-, sík- és mélynyomtatás.

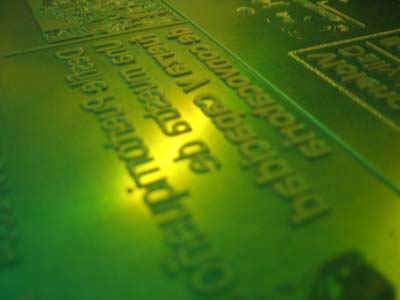
Flexográfiában használt nyomóforma

### A magasnyomtatás
A nyomóelemek magasabban helyezkednek el a nem nyomó részekhez képest. A nyomóforma hagyományos anyaga az ólom, ón és antimon keverékéből előállított betűfémötvözet. A magasnyomtatásnál, ha a nyomóformát külön mozgatható betűkből szedik, akkor a formakészítést kéziszedésnek vagy monoszedésnek nevezik. Ha a szedő egyenként vette ki a betűszekrényből a betűket, az a kéziszedés. Ma már nem használatos eljárás. Amennyiben a betűket egyenként önti ki a szedőgép, ez a monoszedés. A sokkal gyorsabb és elterjedtebb módszer a sorszedés vagy linoszedés. Ebben az esetben a szedőgép a könyv vagy újságcikk egy-egy sorát öntötte ki a betűfémből. Gutenberg módszerének felfedezése előtt fatáblákba faragták a szövegeket. Ez nehéz, sok hibára alkalmat adó munka volt. A nagy méretű, plakátok nyomtatására alkalmas betűket később is fából készítették, de a rajzokat még sokáig így készítik. Majd ezeket felváltja a klisé, melyet a fényképészet feltalálása után fototechnikai úton gyártanak. Modernebb formája a flexográfia, amelyben gumiról vagy különböző típusú műanyagokról nyomtatnak. A magasnyomtatás elvén működik több más eljárás is:
- Stanc: A papírból valamilyen forma kivágására szolgál (dosszié, boríték)
- Bieg: Vastagabb anyagoknál hajtási vonalat képez a papíron, aminek mentén az könnyebben hajtható lesz.
- Ricc: Az anyag bizonyos mélységig való bevágása, például öntapadós anyagoknál a felső réteg kivágása a hordozó egyben hagyásával.
- Perforálás: Apró lyukak vagy vonalkák belevágása a papírba, a könnyebb téphetőség miatt, vagy kötészetben a nagyobb ívek többszöri hajtásának megkönnyítésére.

A fenti eljárásokat optimális esetben egy menetben is elvégezhetjük. A nyomóforma alapja egy falap, melybe fémpengék vannak beleszorítva. Ezek átvágják, bevágják, vagy csak megnyomják a papírt. A stancolás kivételével vannak bizonyos célgépek is, de ezek csak egyenes vonalban képesek megmunkálni a papírt.
Ide sorolható még a
- sorszámozás is. Ezt egy ún. számozószekrény végzi, amely mechanikus vezérléssel automatikusan váltja a számokat.

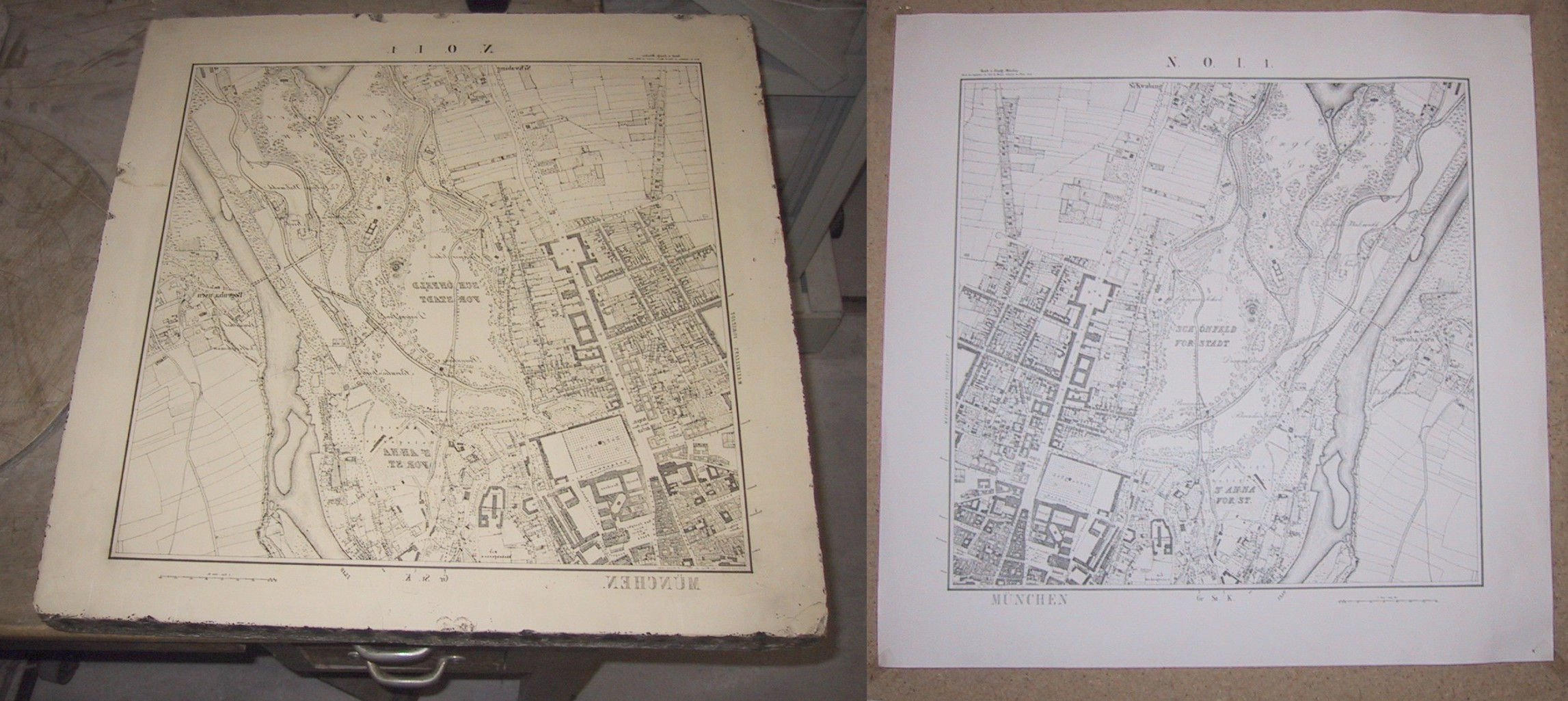
Litográfiai kő és a róla készült nyomat

### Síknyomtatás
A nyomó és nem nyomó elemek egy síkban helyezkednek el. Elve a zsír és a víz kölcsönös taszításán alapul. Eleinte kőről nyomtattak, később cinket is használtak, melynél később fényképészeti úton is gyártottak nyomóformát. Az ofszetnyomtatásban az alumínium terjedt el, de ezt megelőzően használtak több fémből készült ún. bi- és trimetál lemezeket is. A síknyomtatás elvén működik több eljárás is:
- Litográfia vagy más néven kőnyomtatás. Itt használták először ezt az elvet. A nyomóforma anyaga porózus kő, többnyire mészkő. Felületén a nyomóelemeket különleges tintával alakítják ki.
- Bádognyomtatás. Az ofszetnyomtatás elődjének is tekinthető. Itt már nem közvetlenül érintkezik a nyomóforma a nyomandó felülettel. Elnevezését a nyomandó anyagról kapta. Nyomóformája készülhet kőből, később fémből. Ofszet- vagy szitanyomtatással viszik fel a festéket, amely többnyire hőre szilárdul meg. Nyomás után egy beégetőkemencébe kerül az anyag. A konzervdobozok gyártása is így történik. Első menetben mindkét oldalára lakkot visznek fel a rozsdásodás megakadályozására és a külső oldalon a könnyebb festékezés segítésére.
- Ofszetnyomtatás. Manapság ez a legelterjedtebb technológia. Nyomóformája egy 0,1–0,5 mm vastag alumíniumlemez, melynek egyik oldalán elektrolízissel oxidréteget alakítanak ki. E réteg igen kemény és kopásálló. Az oxidréteg nagyon kis méretű hexagonális (hatszögletű) cellákká áll össze, közepükön egy póruscsatornával. Majd erre fényérzékeny réteget visznek fel. Ez az anyag képezi később a zsírszerető (oleofil) nyomóelemeket, melyeket formakészítés során erős UV-fénnyel, újabban lézerrel alakítanak ki, a felesleges réteganyagot pedig lemossák. A fényérzékeny réteg lehet pozitív és negatív működésű. Konzerválásához gumiarábikumot használnak, ami az alumínium-oxid pórusaiba beivódik, ily módon őrizve meg vízszerető (hidrofil) tulajdonságát. A forma egy gumiréteggel bevont közvetítő hengerrel érintkezik, majd erről kerül a festék a papírra. Ezért nevezzük közvetett eljárásnak.

### Mélynyomtatás
A nyomóelemek belemélyednek a nyomóformába, melyeket festékkel töltenek fel, a felesleget pedig egy ún. rákellel lehúzzák. Anyaga többnyire réz. Ezt az eljárást használják ofszetgépek lakkozóműveinél is.

### Szitanyomtatás
A nyomóforma különböző sűrűségű szitaszövet, melynél fényképészeti úton vagy sablonok használatával alakítják ki a nyomóelemeket. Itt is rákelt használnak, amivel a festéket végighúzzák a szitán, ami bizonyos helyeken átengedi a festéket, máshol pedig nem.

## Nyomógépek

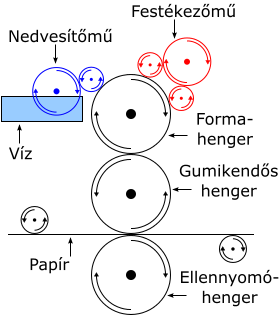
Ofszet nyomómű stilizált rajza

### Nyomómű
A nyomóművekre általánosan igaz, hogy tartalmazniuk kell egy nyomóformát és egy ellennyomó felületet. E kettő között jön létre a nyomtatás, ha valamelyik hiányzik, nem lehet nyomtatásról beszélni. Hozzátartozik még egy festékezőmű, illetve eljárástól és felszereltségtől függően egyéb szerkezetek. A síknyomtatás elvén működő gépeknél többnyire egy nedvesítőmű is, mely előbb benedvesíti a formát, majd ezután festékeződik. Manapság a legtöbb nyomdagép hengeres felépítésű. Ezeket a gépeket hívjuk rotációs gépeknek, a folyamatos forgásra utalva. A köznapi szóhasználatban a tekercsnyomó gépek megnevezéseként terjedt el, de valójában nem azt jelenti.

### Papír
Papírtovábbítás szempontjából két kialakítású lehet:
- tekercsnyomó gépek
- ívnyomó gépek

E szempontból teljesen más felépítésük van. Az íves gépeknél a papírt továbbító hengereken elhelyezkedő csipeszek veszik át egymástól papírt a következő nyomóműnek, vagy a kirakószerkezetnek, vagy pedig ezek az ívfogók (greifer) egy végtelenített láncon vannak, ami független a nyomómű elemeitől. A tekercses gépeknél ilyen nincs, itt a papírpálya feszessége a meghatározó. A tekercsnyomó gép gyorsabb járatú, de nehézkesebb elindulni vele, és a papír szakadása rengeteg kiesett időt és selejtet eredményez. A tekercsnyomó gépek csak rotációs felépítésűek, többnyire a papír mindkét oldalát egyszerre nyomják. Ofszetgépeknél nem ritka, hogy a papír a két gumihenger közt halad, így az egyik nyomóhenger a másik ellennyomó felülete.

### Szín
A nyomógépek lehetnek egy- vagy többszínnyomó gépek. Egy nyomóformáról egy szín nyomható, több szín nyomásához több forma kell. Minden formához pedig külön nyomómű (werk) szükséges. Tehát hogy egy gép egyszerre hány színt tud nyomni, a nyomóművek száma határozza meg. A nyomdászat a képek sokszorosításánál a bíborvörös (magenta), sárga és a ciánkék tárgyszíneket használja. E három szín összekeverésével fekete jön létre. De a nyomdászatban alkalmazott eljárások nem mindegyike alkalmas arra, hogy ebből valóban fekete legyen. Ebben az esetben egy ún. neutrális szürke keletkezik, ami könnyen elbillen valamelyik alapszín irányába. Ezért használnak feketét is. Általában a fényképek, de a nyomtatásra előkészített egyéb anyagok is zömében ezzel a négyszíneljárással vannak bontva. Ezek a színek lefedik ugyan a teljes látható színtartományt, gyakorlatilag viszont egy nyomtatási technikával sem lehet tökéletes színhűséget elérni. Kidolgoztak egy hexacolor eljárást is, mely a négy alapszín mellett még két színt használ, ez többnyire a zöld és a narancs, de egyéb színek is kiemelhetőek, például a vöröseskék. Ezzel javítható valamelyest az árnyalat-visszaadás, de távol van a tökéletestől. Használhatják képregényekben az arc- vagy egyéb színek egységességének a megkönnyítésére, vagy jobb minőségű reklámplakátokon, naptáraknál. Kevert (direkt) színek is használatosak, ezek egy szabvány alapján gyártott színsorozatból keverhetőek ki. A legelfogadottabb színrendszert a Pantone cég fejlesztette ki, a nyomdaiparon kívül is sok helyen ezt alkalmazzák. A Pantone-sorozat színei:
- yellow 012 (a négyszín-sárga erősebb változata)
- orange 021 (narancs)
- red 032 (vörös)
- warmred (melegvörös, valamivel sárgásabb, mint a red 032)
- rubine red (rubinvörös)
- rhodamin red (a magenta erősebb, kicsit kékesebb változata)
- process blue (a cyan erősebb változata)
- reflexblue (vöröseskék)
- blue 072 (a reflexkéknél valamelyest lilásabb)
- purple (lila)
- violet (viola)
- green (zöld)
- white (fehér, ennek két változata van, áttetsző és fedő)

Ez a sorozat az idők folyamán több kisebb módosításon esett át, nagy eltérésekről viszont nem beszélhetünk. Léteznek még fémszínek is, több fajta arany, bronz és ezüst, melyek egyéb színekkel is keverhetőek. A direkt színeket általában számmal jelölik, ennek pontos beazonosításához különböző színskálákat használnak, melyek tartalmazzák a pontos keverési arányt is.